# Терье, Андре
Андре Терье (фр. Claude-Adhémar-André Theuriet, 8 октября 1833, Марли-ле-Руа — 23 апреля 1907, Бур-ла-Рен) — французский поэт, писатель и драматург. Член Французской Академии с 1867 года.

## Творчество
Сборники его стихотворений: «Chemin des bois» (1867; 2 изд., 1877), «Paysans de l’Argonne, 1792» (1871), «Bleu et Noir» (1873), «Livre de la payse» (1882), «Ronde des saisons et des mois» (1891). Романы, сказки и фантастические рассказы: «Nouvelles intimes» (1870), «Fortune d’Angèle» (1876), «Raymonde» (1877), «Sous bois» (1879), «Fils Maugars» (1879), «Toute seule» (1880), «Sauvageonne» (1880), «Madame Heurteloup» (1882), «Michel Verneuil» (1883), «Helène» (1886), «Contes de la vie de tous les jours» (1887), «Contes de la vie intime» (1888), «Jeunes et vieuilles barbes» (1892), «Chanoinesse» (1893), «Flavie» (1895) и др.
Ему принадлежит ещё критический очерк «Jules Bastion Lepage, l’homme et l’artiste» (1885), a также драмы «Jean Marie» (1871, в стихах), «Maison des deux Barbeaux» (1885), «Raymonde» (с Мораком, 1887); последние две переделаны из его же романов.
Терье выделяется глубоким чувством природы и своим редким талантом в изображении пейзажа напоминает Жорж Санд, тогда как характеры обрисованы у него бледно. В течение многих лет Терье — один из столпов «Revue des Deux Mondes»; с 1896 г. — член Французской академии. Многие романы Терье переведены на русский язык.